# Naval (Biliran)
Naval è una municipalità di quarta classe delle Filippine, capoluogo della Provincia di Biliran, nella Regione del Visayas Orientale.
Naval è formata da 26 baranggay:
- Agpangi
- Anislagan
- Atipolo
- Borac
- Cabungaan
- Calumpang
- Capiñahan
- Caraycaray
- Catmon
- Haguikhikan
- Imelda
- Larrazabal
- Libertad

- Libtong
- Lico
- Lucsoon
- Mabini
- Padre Inocentes Garcia (Pob.)
- Padre Sergio Eamiguel
- Sabang
- San Pablo
- Santissimo Rosario Pob. (Santo Rosa)
- Santo Niño
- Talustusan
- Villa Caneja
- Villa Consuelo